# تأثير الخلايا اللمفية المعدلة على سرطان البنكرياس
الخلايا المناعية المعدلة وراثيا التي تستهدف البروتين الموجود في بعض أورام البنكرياس يمكن أن تخترق  دفاعات السرطان، وفقا لدراسات في الفئران. خلايا T المعدلة وراثيا  لمكافحة السرطان أكثر نجاحا لسرطان الدم من الأورام الصلبة، مثل تلك التي في البنكرياس، والتي هي محمية بحاجز خلوي كثيف وهي فعليا مميتة.
ولا سيما غرينبرغ وسونيل هينغوراني من مركز لأبحاث السرطان فريد هاتشينسون في سياتل، واشنطن، وزملائهم بأن  خلايا T المعدلة تتعرف على بروتين يسمى ميزوثيلين الذي يرتبط مع  انتشار بعض أورام البنكرياس. خلايا T المعدلة قادرة على الربط بهذا البروتين أكثر إحكاما من خلايا T الطبيعية. والخلايا المعدلة ترتشح وتتخلل أورام البنكرياس في الفئران، مما يؤدي إلى زيادة في موت الخلايا الورمية مقارنة مع الفئران الطبيعية. الفئران التي تلقح  بسلسلة من حقن خلايا T المعدلة تعيش ضعف التي لم تلقح.